# Hornafjärden
Hornafjärden är ett naturreservat i Gnesta och Nyköpings kommuner i Södermanlands län.
Området är naturskyddat sedan 2014 och är 255 hektar stort. Reservatet omfattar et antal öar i södra delen av sjön Båven. öarna som tidigare var betesmark är numera bevuxen med gammal skog och död ved.